# Reem Abdullah
Pour les articles homonymes, voir Abdullah.
Reem Abdullah (en arabe : ريم عبد الله), née à Riyad le 20 février 1987, est une actrice saoudienne.

## Biographie
Reem Abdullah joue en 2007 dans la série Tash Ma Tash avec des comédiens comme Nasser Al Qasabi (en) et Abdul-Allah Al-Sadhan (ar) et reçoit d'excellentes critiques. En 2012, la réalisatrice Haifaa al-Mansour la dirige dans Wadjda, film saoudien très remarqué.

## Filmographie

### Au cinéma
- 2012 : Wadjda (وجدة) de Haifaa al-Mansour

### À la télévision
- 2007-2009 : Tash ma tash
- 2008-2009 : Beni w beni
- 2010 : Haitan w zaeab
- 2012 : Homrai El-sahar 4